# Histoire de Niue
Les recherches actuelles permettent de retracer l'histoire de Niue depuis sa colonisation jusqu'à nos jours. Les premiers habitants furent des Polynésiens arrivés en deux vagues (l'une vers 900 ap. J-C, la seconde au XVe siècle). Les Britanniques furent les premiers explorateurs extérieurs de Niue. Protectorat britannique tout à la fin du XIXe siècle, administré au nom de l'Empire par la Nouvelle-Zélande à partir de 1901, Niue devient un pays indépendant en 1974 par un référendum qui établit une relation de libre-association entre Niue et la Nouvelle-Zélande.

## Aux origines
L'île a été colonisée par des Polynésiens venus des Tonga aux alentours de 900 ap. J-C. D'autres colons arrivèrent depuis les Samoa vers 1440. Il semble que jusqu'au XVIIIe siècle, il n'y a eu ni gouvernement national, ni personnage unificateur à Niue. Avant cette époque, les iki (chefs de tribu) et les pères de familles exerçaient l'autorité sur une population fragmentée.

## L'établissement de la royauté
Vers 1700, le concept de royauté et sa pratique apparait, influencé vraisemblablement par des contacts avec les Samoa ou les Tonga. Dès lors, une succession de patu-iki (titre en niuéen pour "roi") dirige l'île, le premier d'entre eux est Puni-mata. Vient un interrègne important. À l'issue de celui-ci, une monarchie élective se met en place : le roi est choisi parmi les chefs des familles influentes.

## Premier contact européen
Le capitaine James Cook est le premier Européen à voir l'île en 1774, mais il est, à trois reprises, dans l'incapacité d'accoster à cause de la farouche opposition de la population locale. Par réaction, Cook baptise Niue l'Île Sauvage (Savage Island). Selon la Encyclopædia Britannica de 1911, cette opposition s'explique par la crainte par les natifs de contracter des maladies extérieures. Une autre explication quant à la dénomination de l'île indique que les indigènes qui les « accueillirent » étaient peints, avec ce qui semblait du sang, à Cook et son équipage. Cependant, la substance qui les coloraient, ainsi que leur bouche et leurs dents était celle de la hulahula, une banane rouge indigène. Pour les deux siècles suivants, l'île sera connue comme l'île Sauvage, jusqu'à ce que son nom d'origine Niu, ce qui se traduit par « contempler la noix de coco », redevienne sa dénomination.

## Évangélisation
En 1846, quelques notables de la London Missionary Society débarquent. Après des années d'efforts pour installer un missionnaire européen à Niue, un Niouéen nommé Nukai Peniamina fut emmené aux îles Samoa et suivit une formation au Collège Pasteur Malua Theological. Peniamina retourna ensuite comme missionnaire à Niue avec l'aide de Toimata Fakafitifonua. Il fut autorisé à s'installer dans le village de Uluvehi Mutalau, après que plusieurs tentatives dans d'autres villages eurent échoué. Les chefs du village Mutalau permirent à Peniamina d'accéder à la terre et affectèrent plus de 60 guerriers pour le protéger jour et nuit au fort Fupiu.
Le christianisme a d'abord été enseigné au peuple de Mutalau avant qu'il ne soit étendu à d'autres villages de Niue. À l'origine, plusieurs villages importants furent opposés à l'introduction du christianisme et cherchèrent à tuer Peniamina. Les habitants du village de Hakupu furent les derniers à demander à recevoir le christianisme, ce qui explique que leur village a été rebaptisé « Ha Kupu Atua », qui signifie « toute parole de Dieu », ou « Hakupu » en abrégé. Tui-toga, qui régna de 1875 à 1887, fut le premier roi chrétien de Niue[source insuffisante].

## La marche vers le protectorat et le passage sous autorité néo-zélandaise
En 1887, le roi Fata-a-iki demande par voie écrite à la Reine Victoria que Niue soit placé sous protection britannique, mais cette requête reste lettre morte. Cette demande est motivée par la crainte que l'île soit annexée par une puissance coloniale moins bienveillante et par les liens instaurés par l'évangélisation. La demande de protectorat est renouvelée en 1895 et reste, elle aussi, sans réponse. C'est sous le roi Togi-Pulu-toaki que l'île devient protectorat britannique, le 21 avril 1900. Niue passe sous l'autorité de la Nouvelle-Zélande l'année suivante (accueil d'un représentant local le 11 septembre 1901). L'éloignement de Niue, ainsi que les différences culturelles et linguistiques entre ses habitants polynésiens et ceux des îles Cook, lui vaut d'être administré séparément. Territoire marginal, l'île demeure sous-développée et beaucoup de Niouéens émigrent vers la Nouvelle-Zélande. La situation d'annexion de Niue par la Nouvelle-Zélande dure jusqu'en 1974.

## La Première Guerre mondiale
Durant le premier conflit mondial, 150 hommes de l'île (soit 4 % de la population totale) servent sous les drapeaux dans les forces armées néo-zélandaises engagées en Europe.

## Migration vers la Nouvelle Zélande
En 1936, le recensement indique que 34 niouéens résidaient en Nouvelle-Zélande. Cette époque marque le début d'une chaîne migratoire : en 1943, ils étaient 200. En 1959 et 1960, de violents cyclones frappèrent Niue, ce qui encouragea les habitants à partir. D'autre part, l'aide matérielle néozélandaise à la suite des cyclones fit connaître les biens de consommation occidentaux aux insulaires, ce qui entraîna un changement des mentalités et encouragea encore plus la migration. Des familles entières quittèrent leur village pour aller s'installer à Auckland et ses environs. Ainsi, en 1966, 5 200 niouéens émigrèrent. Cet exode fut renforcé avec la construction d'un aéroport en 1971.

## L'autonomie

Drapeau actuel de Niue

L'autonomie, sous forme de libre association, fut accordée le 19 octobre 1974 par le parlement néo-zélandais à la suite d'un référendum,. La Constitution écrite de Niue fut promulguée comme loi suprême. Robert Rex, natif de l'île mais d'origine ethnique européenne, a été nommé premier premier ministre du pays, un poste qu'il a occupé jusqu'à sa mort, 18 ans plus tard. Rex est devenu le premier Niouéen à recevoir le titre de chevalier en 1984.

## Histoire contemporaine
En janvier 2004, l'île est dévastée par le cyclone Heta lequel tue deux personnes et laisse 200 des 1 600 habitants sans domicile. Il cause aussi d'importants dégâts à toute l'île, notamment au sud de la capitale nationale, Alofi. Un nombre élevé d’immeubles furent détruits, y compris son hôpital. Les bâtiments du gouvernement ont été déplacés depuis vers un lieu moins exposé plus à l’intérieur du pays.
Comme un certain nombre de résidents firent le choix de ne pas reconstruire leur maison, le ministre des Affaires étrangères de Nouvelle-Zélande, Phil Goff, a évoqué la possibilité de remettre en cause le statut de libre-association si de trop nombreux habitants quittaient l'île pour ne pas perdre leur accès aux services élémentaires. Dans la foulée, le Premier Ministre de Niue, Young Vivian, a catégoriquement rejeté la possibilité de modifier les relations existantes avec la Nouvelle-Zélande.
Niue est un pays peu attractif et perd des habitants (le pays a perdu près de 35 % de sa population entre 2003 et 2009, passant de 2 145 à 1 398 habitants). Cette diminution est due à un solde migratoire très négatif. En effet, on constate une forte émigration vers les pays étrangers (notamment la Nouvelle-Zélande).

### Sources et bibliographie
- (en) Stephenson Percy Smith, « Niuē-fekai (or Savage) Island and its People », Journal of the Polynesian Society, vol. 11-12,‎ mars 1903 (lire en ligne)